# 7 card stud
Il Seven-card Stud è una tra le tante specialità e varianti del poker. Questo tipo di gioco è oggi meno diffuso rispetto alla variante Texas hold 'em, soprattutto nei casinò e nelle poker room online.
Di questo gioco a limite fisso (limit) esistono altre due varianti: Hi-Lo e Razz.

## Regole e meccanica del gioco
Questa variante del poker a versione stud ha le seguenti fasi di gioco:
- Ante up (pagamento dell'invito)
- 1° distribuzione (3 carte, due coperte e una scoperta), giro di puntate
- 2° distribuzione (una carta scoperta), giro di puntate
- 3° distribuzione (una carta scoperta), giro di puntate
- 4° distribuzione (una carta scoperta), giro di puntate
- 5° distribuzione (una carta coperta), giro di puntate
- La mano perfetta (o showdown)

### Puntate obbligatorie e primo giro di puntate
Premessa: nel 7-card Stud ci sono 5 giri di puntate. Nei primi 2 (detti 3a e 4a strada) viene adottata la small bet. Negli ultimi 3 giri di puntate (detti 5a, 6a e 7a strada) viene adottata la big bet corrispondente al doppio della small bet.
Prima della distribuzione delle carte ogni giocatore deve pagare un ante, una puntata obbligatoria che corrisponde a 1/10 della big bet. Fatto ciò le carte vengono distribuite una alla volta in senso orario, in modo che ogni giocatore abbia due carte coperte (hole cards) e una scoperta (door card).
Inizia il primo giro di puntate: il giocatore che ha la carta scoperta (door card) più bassa deve fare una puntata obbligatoria, il bring-in. L'importo del bring-in può variare da 1/3 della small bet fino ad una small bet intera. Per determinare quale sia la carta più bassa si osserva semplicemente il valore della carta; se però vi fossero più carte dello stesso valore, generalmente si guarda il seme secondo questo ordine: picche, cuori, quadri, fiori. Quindi, in senso orario a partire da chi ha messo il bring-in, i giocatori passano, chiamano o rilanciano. Quando tutte le puntate sono state viste, viene bruciata la prima carta del mazzo (burn-card) e viene distribuita un'ulteriore carta scoperta a tutti i giocatori ancora attivi (quarta strada).
Per ogni turno di puntate è consentito un massimo di 3 rilanci.
Una volta che un giocatore ha passato (fold), tutte le sue carte vengono coperte e non sono più consultabili (muck).

### Giri di puntate centrali
I giri di puntate centrali sono tre: quarta strada, quinta strada e sesta strada.
Per ogni giro ogni giocatore attivo riceve un'ulteriore carta scoperta: a cominciare a scommettere è il giocatore a cui le carte scoperte assegnano la migliore mano. Se due o più giocatori hanno una mano scoperta di pari valore, il primo a parlare sarà quello alla sinistra del dealer.
Se un giocatore ha una coppia esposta ed è il primo a parlare, può decidere di fare una puntata pari al limite massimo: big bet.
A partire dalla quinta strada, la small bet è sostituita dalla big bet.

### Ultimo giro di puntate
L'ultimo giro di puntate è detto settima strada.
A seconda di quanti giocatori rimangono in gioco e di quante carte sono rimaste nel mazzo, il cartaio brucia una carta e ne distribuisce una ad ogni giocatore, che quindi alla fine avrà tre carte coperte e quattro scoperte. Nel caso le carte siano insufficienti per tutti, viene messa al centro una carta scoperta (community card) che è considerata la settima carta per tutti i giocatori. Questa carta può anche essere una delle carte bruciate se necessario.
Se al termine dell'ultimo giro di puntate è rimasto in gioco più di un giocatore, il primo a mostrare le carte è colui che ha effettuato l'ultima puntata o l'ultimo rilancio. Se nel giro finale non ci sono state puntate, il giocatore le cui carte scoperte hanno il valore più alto mostra le carte per primo (showdown).

## Osservazioni
Nel 7 card Stud è di fondamentale importanza ricordare le carte che sono uscite nel corso della mano o almeno le carte chiave. Tenete presente, infatti, che le carte di un giocatore che passa (fold) vengono immediatamente coperte.
Una buona strategia di base consiste nel considerare sempre quali e quante siano:
- le live cards (carte vive): le carte che possono migliorare il nostro punto e non sono uscite
- le dead cards (carte morte): le carte che possono migliorare il nostro punto ma sono già uscite
- le overcards (sovra-carte): le nostre carte superiori a quelle scoperte (board) o viceversa